# Quận Marion, Kansas
Quận Marion là một quận thuộc tiểu bang Kansas, Hoa Kỳ. Theo điều tra dân số năm 2000 của Cục điều tra dân số Hoa Kỳ, quận có dân số 13.361 người.

## Thông tin nhân khẩu
Theo điều tra dân 2 năm 2000, quận đã có dân số 13.361 người, 5.114 hộ, và 3.687 gia đình sống trong quận. Mật độ dân số là 14 người cho mỗi dặm vuông (5/km ²). Có 5.882 đơn vị nhà ở với mật độ trung bình là 6 mỗi dặm vuông (2/km ²). Cơ cấu dân tộc của dân cư quận này có 97,06% người da trắng, 0,47% da đen hay Mỹ gốc Phi, 0,59% người Mỹ bản xứ, 0,19% người châu Á, 0,01% người đảo Thái Bình Dương, 0,55% từ các chủng tộc khác, và 1,14% từ hai hoặc nhiều chủng tộc. 1,92% dân số là người Hispanic hay Latino thuộc chủng tộc nào.
Có tổng  cộng 5.114 hộ, trong đó 30,50% có trẻ em dưới 18 tuổi sống chung với họ, 63,80% là các cặp vợ chồng sống với nhau, 5,50% có chủ hộ là nữ không có mặt chồng, và 27,90% là không lập gia đình. 25,20% của tất cả các hộ gia đình đã được tạo thành từ các cá nhân và 14,20% có người sống một mình 65 tuổi trở lên đã được người. Bình quân mỗi hộ là 2,46 và cỡ gia đình trung bình là 2,94.
Trong quận này cơ cấu độ tuổi dân cư với 24,80% ở độ tuổi dưới 18, 7,90% 18-24, 23,50% 25-44, 22,70% 45-64, và 21,10% 65 tuổi trở lên. Tuổi trung bình là 41 năm. Cứ mỗi 100 nữ có 95,10 nam giới. Cứ mỗi 100 nữ 18 tuổi trở lên, đã có 92,20 nam giới.
Thu nhập trung bình cho một hộ gia đình trong quận đạt 34.500 đô la Mỹ, và thu nhập trung bình cho một gia đình là 41.386 USD. Nam giới có thu nhập trung bình 30.236 đô la Mỹ so với 21.119 $ cho phái nữ. Thu nhập trên đầu cho các quận được 16.100 Mỹ kim. Giới 4,80% gia đình và 8,30% dân số sống dưới mức nghèo khổ, trong đó có 9,50% của những người dưới 18 tuổi và 9,70% có độ tuổi từ 65 trở lên.